# Дротянко Любов Григорівна
Дротянко Любов Григорівна — професор, доктор філософських наук, завідувач кафедри філософії Гуманітарного інституту Національного авіаційного університету.

## Біографія
Народилася 1 листопада 1951 року м. Кіровоград (Україна).
1974 року закінчила фізико-математичний факультет Кіровоградського державного педагогічного інституту ім. О. С. Пушкіна.
1974 −1975 працювала вчителем математики і організатором позакласної виховної роботи Ганно-Требинівської середньої школи Устинівського району Кіровоградської області.
1975 — 1978 рр. працювала в Устинівському райкомі комсомолу Кіровоградської області: секретар-завідувач відділу учнівської молоді (1975 — 1976), перший секретар.
1978 — 1979 рр. навчалася у Вищій партійній школі при ЦК Компартії України.
1979 — 1982 — секретар Кіровоградського обкому ЛКСМУ,
1982 — 1985 — аспірантка Київського державного університету ім. Тараса Шевченка.
1985 — 1998 працювала в Кіровоградському державному педагогічному інституті ім. В. Винниченка : старший викладач (1985 — 1987), доцентом (1987 — 1989), завідувач кафедри філософії (1989 — 1998).
1998 — 2001 докторант Київського національного університету ім. Тараса Шевченка.
2001 — 2003 рр. працювала професором кафедри філософії Київського національного лінгвістичного університету.

З 2003 р. і до цього часу працює завідувачем кафедри філософії Національного авіаційного університету.

## Наукові досягнення
У 1985 р. захистила дисертацію на тему «Діалектика фундаментальних і прикладних методів кількісного дослідження» на здобуття наукового ступеня кандидата філософських наук за спеціальністю «Діалектичний та історичний матеріалізм».

У 2001 р. захистила дисертацію на тему «Феномен фундаментального і прикладного знання (Постнекласичне дослідження)» на здобуття наукового ступеня доктора філософських наук за спеціальністю «Онтологія, гносеологія, феноменологія».

Наукові дослідження пов'язані з вивченням фундаментального і прикладного знання в умовах постнекласичної науки, філософських проблем мовознавства, проблем культури постмодерну. 

Розкрила специфіку розвитку сучасної науки в умовах інформаційного суспільства, розглянула причини зміни наукових парадигм при переході від культури модерну до культури постмодерну. 

Займається філософським аналізом проблем становлення інформаційного суспільства та трансформації університетської освіти в умовах інформатизації. 

1985 — доцент кафедри філософії,
2003 — професор кафедри філософії Національного авіаційного університету.
Підготувала 10 кандидатів філософських наук.

## Нагороди та почесні звання
2006 — нагрудний знак НАУ «За сумлінну працю»,
2007 — Почесна грамота Міністерства освіти і науки України
2010 — нагрудний знак «Відмінник освіти України»

## Наукова робота
Дротянко Любов Григорівна — автор понад 120 наукових праць.
Серед них такі основні опубліковані праці:
1. Дротянко Л. Г. Социокультурная детерминация фундаментальных и прикладных наук // Вопросы философии. — 2000. — № 1. — С. 91 — 101.

2. Дротянко Л. Г. Феномен фундаментального і прикладного знання (Постнекласичне дослідження): Монографія. — К.: Видавництво Європейського ун-ту фінансів, біз-несу та інформаційних систем, 2000. — 423 с.

3. Дротянко Л. Г. Філософські проблеми мовознавства. Навчальний посібник для студентів вищих навчальних закладів. (Видання І та ІІ). — К.: Видавничий центр КНЛУ, 2002. — 161 с. 

4. Дротянко Л. Г. Філософія наукового пізнання : підручник — К. : Вид-во «НАУ-друк», 2010. 224 с.

5. Дротянко Л. Г. Інформаційний простір і діалог культур в інтер'єрі ХХІ століття //
Вісник національного авіаційного університету. Серія : Філософія. Культурологія. — 2011 — № 1(13). — С.5-8.